# ریاخون
ریاخون، روستایی از توابع بخش مرکزی شهرستان فلاورجان در استان اصفهان ایران است.

## جمعیت
این روستا در دهستان زازران قرار دارد و براساس سرشماری مرکز آمار ایران در سال ۱۳۸۵، جمعیت آن ۱٬۴۸۲ نفر (۳۷۹خانوار) بوده‌است.